# Isthmohyla debilis
Espèce
Synonymes
- Hyla debilis Taylor, 1952

Statut de conservation UICN

 CR A2ace : 
En danger critique
Isthmohyla debilis est une espèce d'amphibiens de la famille des Hylidae.

## Répartition
Cette espèce se rencontre au Costa Rica et dans l'ouest du Panama entre 910 et 1 450 m d'altitude dans les cordillères de Talamanca et Centrale.

## Publication originale
- Taylor, 1952 : A review of the frogs and toads of Costa Rica. The University of Kansas Science Bulletin, vol. 35, no 1, p. 577-922 (texte intégral).